# Keiko (kejsare)
Keikō, född 13, död 131, var regerande kejsare av Japan mellan 71 och 131.